# 투블럭
투블럭 혹은 투블럭 컷(일본어식 영어: twoblock cut)은 단발머리 아래쪽 절반을 이발기로 다듬어 위쪽 절반을 그대로 남겨 턱이 생기도록 한 헤어스타일이다. 앞머리와 윗머리는 남기고 옆 뒷머리를 짧게 치는 헤어스타일로, 머리가 두 부분으로 나뉜다고 해서 투블럭이라고 불린다.

## 어원
투블럭 이라는 명칭의 어원은 일본어식 영어이다. 일본어식 영어 대부분이 그러하듯, 영어권에서는 통용되지 않는 단어이다. 올바른 영어식 표현은 언더컷(undercut)이다.

## 유래
원래는 남성들이 자주 하는 머리였으나, 2010년대 후반부터 탈코르셋 운동의 일환으로 투블럭 머리는 하는 여성들도 있으며, 이외에도 편의상의 이유로 투블럭 스타일을 하는 경우도 있다.

## 서구권
투블럭 자체가 서구권에서 파생된 스타일로, 지금도 기본적인 남자 헤어스타일로 여겨진다. 
다만, 한국처럼 앞머리를 길게 기르는 경우보다는, 투블럭을 한 후에 왁스, 포마드 등으로 머리를 위로 넘기는 스타일이 더 흔한 편이다.

## 일부 중고등학교 인권 침해 논란
일부 중고등학교에서 학생들에게 투블럭 스타일을 금지시키면서 인권 침해 논란이 있기도 하였다.
중고등학교뿐만 아니라 한 국립대학교 기숙사에서도 이러한 규정을 만들어서 지킬 것을 학생들에게 강요하여 뉴스에 보도되기도 하였다.